# Poli Díaz Boxeo
Poli Díaz (també conegut com a Poli Díaz: El Potro de Vallecas, Poli Diaz Boxeo i Boxing Simulation) és un videojoc simulador de boxa desenvolupat l'any 1990 per l'empresa espanyola Ópera Soft, publicat pel seu segell esportiu Ópera Sport. El joc, que té com a imatge al famós boxejador espanyol Policarpo Díaz, està desenvolupat amb una perspectiva 3D semblant a la del videojoc clàssic La abadía del crimen, de la mateixa casa. El videojoc va estar supervisat directament per l'aleshores mànager de Díaz, Ricardo Ortiz.

## Versions
Programat originalment per a Sinclair ZX Spectrum, posteriorment es realitzarien diverses adaptacions per a diferents plataformes de 8 bits i PC amb certes millores gràfiques però mantenint el fons del joc original:
- Sinclair ZX Spectrum: Versió original del videojoc a partir de la qual es van desenvolupar les versions posteriors per a 8 bits.
- Amstrad CPC: És la més pobra de les versions en cromatisme, ja que utilitza els gràfics del Sinclair ZX Spectrum però amb el mode de quatre colors.
- MSX: Portada directament de la versió Sinclair ZX Spectrum.
- PC: Utilitzant la tecnologia de la targeta gràfica VGA i de so Adlib es va aconseguir una major profunditat cromàtica i una millor aparença gràfica, encara que en essència continuava sent el mateix programa per a 8 bits original.

## Instruccions
Al mode de joc d'un sol jugador, abans de començar el combat, apareixerà una pantalla de selecció de campionat i les fitxes dels contrincants, tant del boxejador del jugador, com de l'oponent, controlat per la màquina.

### El joc
A la manera d'un jugador, aquest lluitarà contra diversos adversaris controlats per l'ordinador, fins a assolir el cinturó unificat de campió del món del pes lleuger. Abans de poder participar en qualsevol competició, hi ha un primer combat contra un espàrring. Una vegada se supere aquest combat, el jugador haurà de lluitar per guanyar-li el títol de campió d'Espanya a Rafael Sánchez Muñoz. Una vegada superat, es podrà continuar fins a aconseguir els campionats d'Europa i el Mundial.
Cada combat pot acabar de quatre formes:
- KO: Si un boxejador en caure no és capaç d'aixecar-se abans que l'àrbitre compte fins a deu.
- KO Tècnic: Si un boxejador ha caigut tres vegades a la lona en un mateix assalt, encara que aconseguisca alçar-se en totes elles.
- Per Punts: Si el combat finalitza sense que cap dels dos contrincants haja vençut, els jutges comptaran la puntuació, que decidirà qui ha guanyat el combat, o si aquest ha estat nul.
- Llançant la tovallola: Per abandó.

Si en algun combat el jugador és derrotat per algun adversari, i simulant les regles de la Federació Internacional de Boxa, el personatge perd tots els títols que haja aconseguit, el que suposa començar el joc des del principi.

### El marcador
Al marcador s'aniran anotant les incidències del combat. En ambdós costats podrem vore les fotografies dels púgils. Quan un púgil llança un colp s'il·luminarà la part de la fotografia del contrincant a qui va dirigit el colp, cosa que permet al jugador quan ha de defensar-se dels atacs rivals.
A la part inferior de les fotos dels púgils hi ha uns marcadors que indiquen l'energia que els resta cada boxejador, caient a la lona quan aquesta se'ls haja acabat.
Al costat de la foto de Poli hi ha un marcador que indica l'assalt (round) en què es troba el combat, o bé el compte enrere quan hi haja un boxejador en la lona.
L'altre marcador indica el temps que resta per al final de l'assalt (time).
Al costat dels boxejadors també hi ha unes icones que serveixen per representar si el boxejador es troba en mode d'atac o defensa.

### Moviments
Els personatges es poden moure en quatre direccions i poden realitzar dues accions: atacar i defensar-se. Els modes d'atac i defensa tenen diverses opcions cadascuna, simulant els diversos tipus de colps de la boxa.

## Sistema anticòpia
Algunes versions d'aquest joc tenien la novetat d'incloure un sistema anticòpia a base de codis en el qual a través d'una làmina transparent de color vermell podia llegir-se una seqüència de quatre lletres gregues que donava accés al joc.

## Preu
El preu original del joc en el moment d'eixir a la venda en 1990 era de:
- Casset: 1.200 ptes.
- Disquet: 2.250 ptes.
- PC: 2.850 ptes.